# Hannah Waddingham
Hannah Waddingham (ur. 28 lipca 1974 w Londynie) – brytyjska aktorka i piosenkarka. Prowadząca 67. Konkurs Piosenki Eurowizji (2023).
Za rolę Rebeki Welton w serialu Ted Lasso otrzymała nagrodę Primetime Emmy Award (2021) i Critics’ Choice Television Award (2021, 2022) dla najlepszej aktorki drugoplanowej.